# Arena Querétaro
Arena Querétaro är en arena i stadsdelen San Roque, i den norra delen av Santiago de Querétaro i delstaten Querétaro, Mexiko. Den invigdes den 6 januari 1982 och har sedan dess varit plats för många historiska matcher inom mexikansk fribrottning, lucha libre.

## Historia
Arena Querétaro ritades samt byggdes av fribrottaren och entusiasten Don Carlos Maynes Flores. Konstruktionen startade 1980, på Calle Felipe Ángeles 188 i Colonia San Roque, öster om Colonia España och väster om Colonia Santa Catalina. Arenan färdigställdes två år senare och invigdes den 6 januari 1982 med matchen Ray Mendoza och Villano III mot Gran Hamada och Enrique Vera. Don Carlos Maynes Flores ägde Arena Querétaro fram tills hans död 28 april 2015. Maynes Flores har även byggt och ritat Arena Nezahualcóyotl (vanligtvis förkortat som Arena Neza) i Ciudad Nezahualcóyotl, strax öster om Mexico City.
Erkänt legendariska mexikanska fribrottare som Mil Máscaras, Blue Demon, El Santo, Rayo de Jalisco och El Canek har brottats i arenan, på 1980-talet även välkända amerikanska fribrottare som Hulk Hogan och André the Giant. Andre de Giant gick en match i Arena Querétaro den 18 maj 1982. I lag tillsammans med Fishman mötte han El Canek, Killer Kim (Kim Kwang Sik) och Super Astro.
Det första jubileumsevenemanget arrangerades i Arena Querétaro den 4 januari 1983. El Canek mötte Dos Caras i en kamp om tungviktsbältet i Universal Wrestling Association. Elva dagar senare, den 15 januari 1983 var André the Giant åter i arenan och denna gång besegrade han tillsammans med Abdullah Tamba ett lag bestående av Cien Caras, Enrique Vera och Villano III. På den tiden tog arenan in över 5 000 åskådare, men numera är 3 500 åskådare maxkapacitet av brandsäkerhetsskäl.
Vid treårsjubileet för arenan den 8 januari 1985 hade brottarna El Hijo del Santo och Negro Casas en mycket omskriven match i Arena Querétaro.
Den 6 november 2019 möttes de lokala rivalerna Kastigador och Vengador i en kritikerrosad lucha de apuestas, en så kallad insatsmatch – "mask mot mask". Kastigador segrade, vilket gjorde att Vengador traditionsenligt fick ta av sig den inom lucha libre betydelsefulla masken och avslöja sin riktiga identitet inför publiken.

## Nutid
Ibland, ofta flera gånger i månaden, arrangeras evenemang i samarbete med de två största mexikanska fribrottningsförbunden, Consejo Mundial de Lucha Libre och Lucha Libre AAA Worldwide.
Det lokala förbundet TAO Lucha arrangerar lucha libre, vanligtvis på onsdagar varje eller varannan vecka. Det något större Irapuato-baserade förbundet Generación XXI (G21) har oftast minst en show i arenan varje månad. De två förbunden arrangerar ibland även tillsammans. Generación XXI ägs sedan mars 2020 av fribrottaren Angeluz Fly, som själv brottats flitigt i Arena Querétaro och är ett av de vanliga affischnamnen. Han är bror till den tidigare ägaren och grundaren Martin Landeros, som mördades vid en avrättning på ett kafé i Irapuato i februari 2020. Det förbundet fick i juli 2020 kritik för att ha anordnat ett lucha libre-evenenemang mitt under pågående Coronaviruspandemi. Det hela arrangerades på en hemlig plats, alltså inte i Arena Querétaro. Däremot gick bussar för åskådare från Arena Querétaro till den hemliga platsen.
Arenans lokala fanclub heter Porra Ruda, och håller som namnet föreslår på de onda karaktärerna som kallas los rudos inom lucha libre.
Familjen Álvarez är en av de mest respekterade och viktigaste familjerna för lucha libre i Querétaro, både i historia och nutid. Bröderna Dragón de Oriente I och Dragón de Oriente II är huvudtränarna i arenan och med 35 års karriärer bakom sig. 2020 brottades de fortfarande vid särskilda tillfällen. Dragón de Oriente I:s söner Lobo Lafayette, Homicida och Galáctico Dragón är några av de mest framstående fribrottarna på 2010-talet i arenan.
Dragón de Oriente I gick tidigare under namnet Rey Cometa, ett namn han sedermera gav till sin främsta elev, Rey Cometa, känd från Consejo Mundial de Lucha Libre.

## Övriga kampsporter
Arenan har historiskt sett främst stått värd för lucha libre. På senare år har den dock även kommit att användas vid mixed martial arts, thaiboxning och boxningsevenemang. Det lokala MMA-förbundet heter Battle of Champions 004, som arrangerar sanktionerade MMA-matcher i flera delstater runt Mexico City.

## Galleri

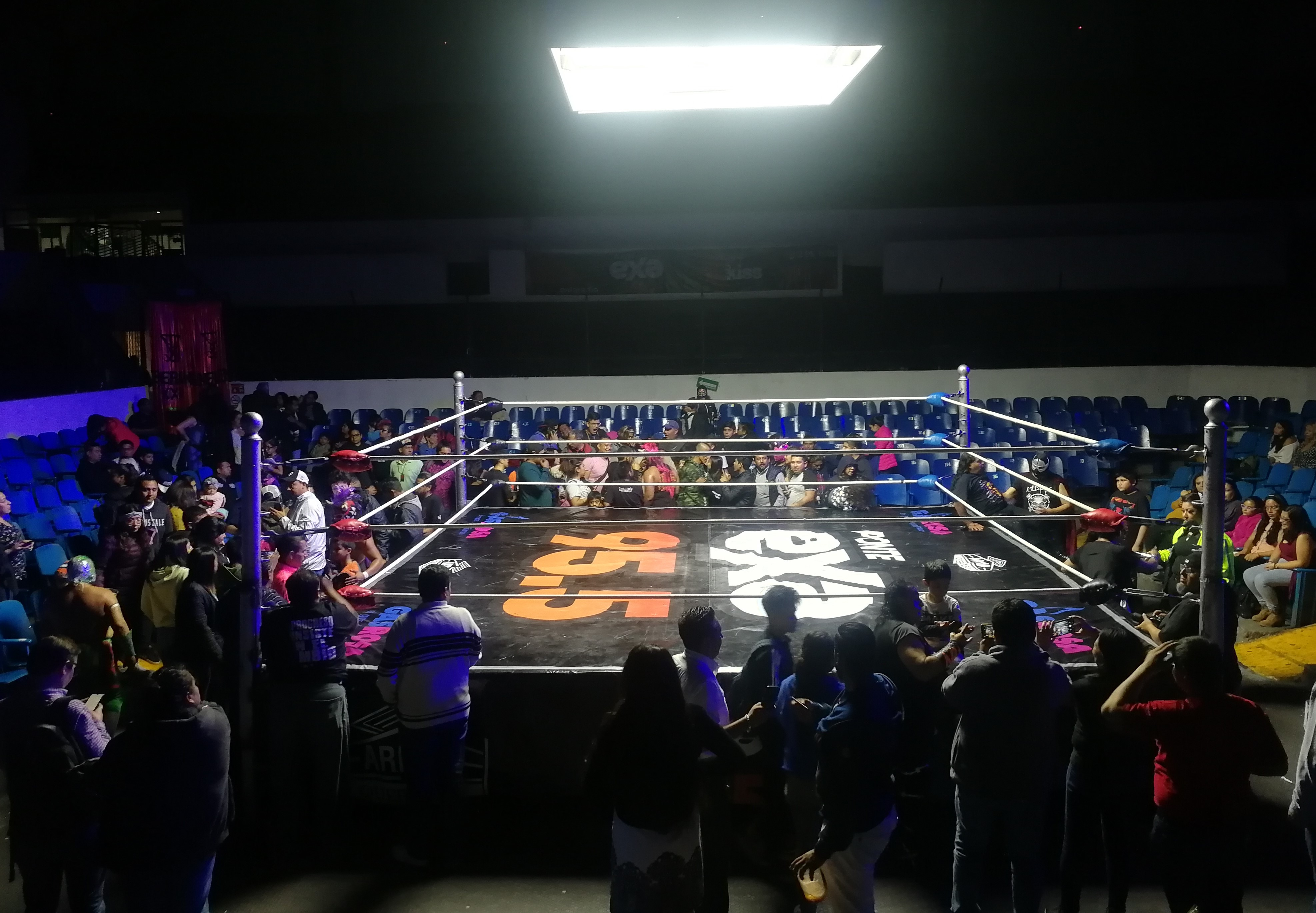
Arena Querétaro efter ett evenemang i mars 2020.
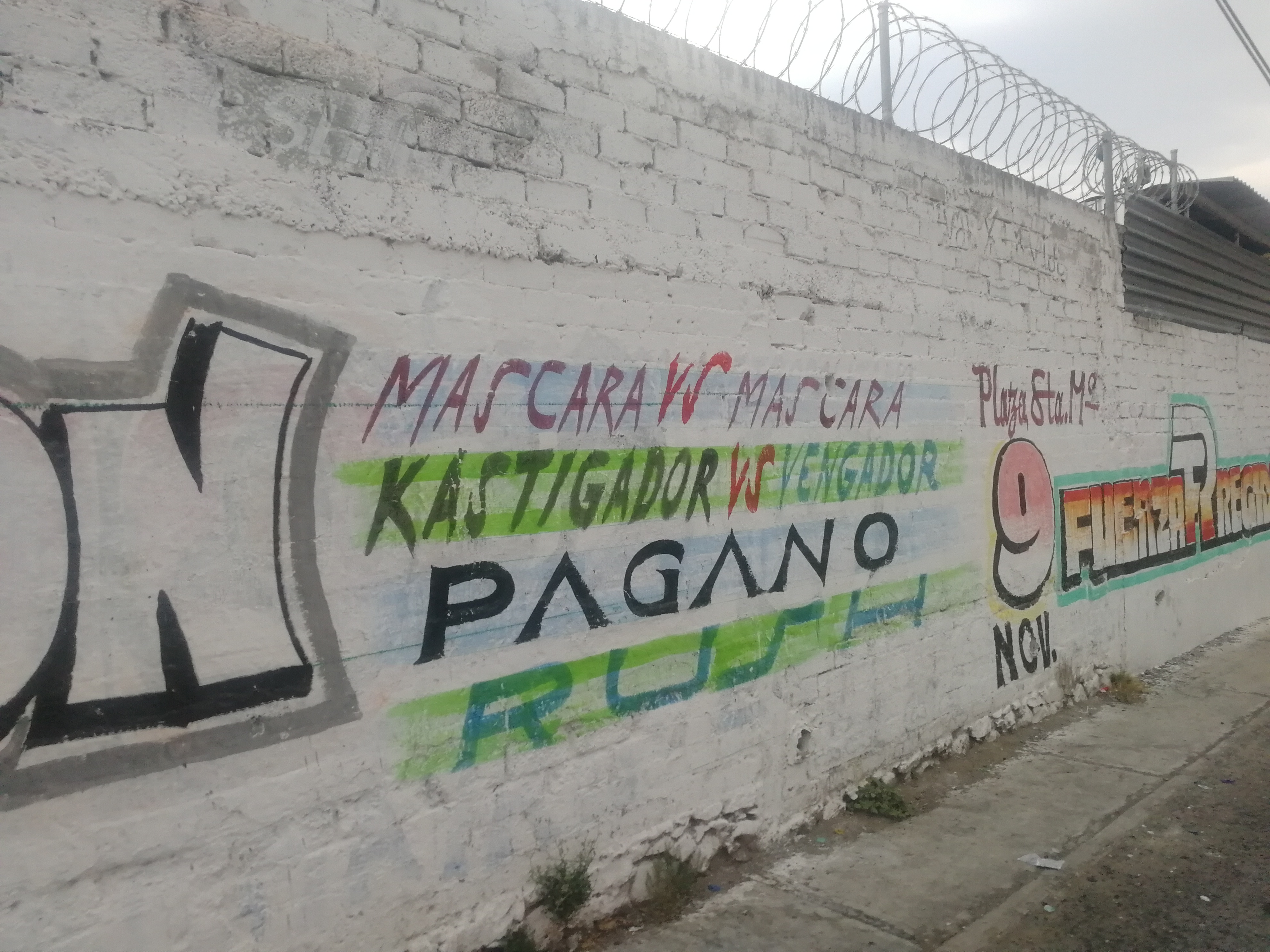
Graffiti på en mur i närheten av arenan som hedrar betydelsefulla matcher i arenan genom historien.
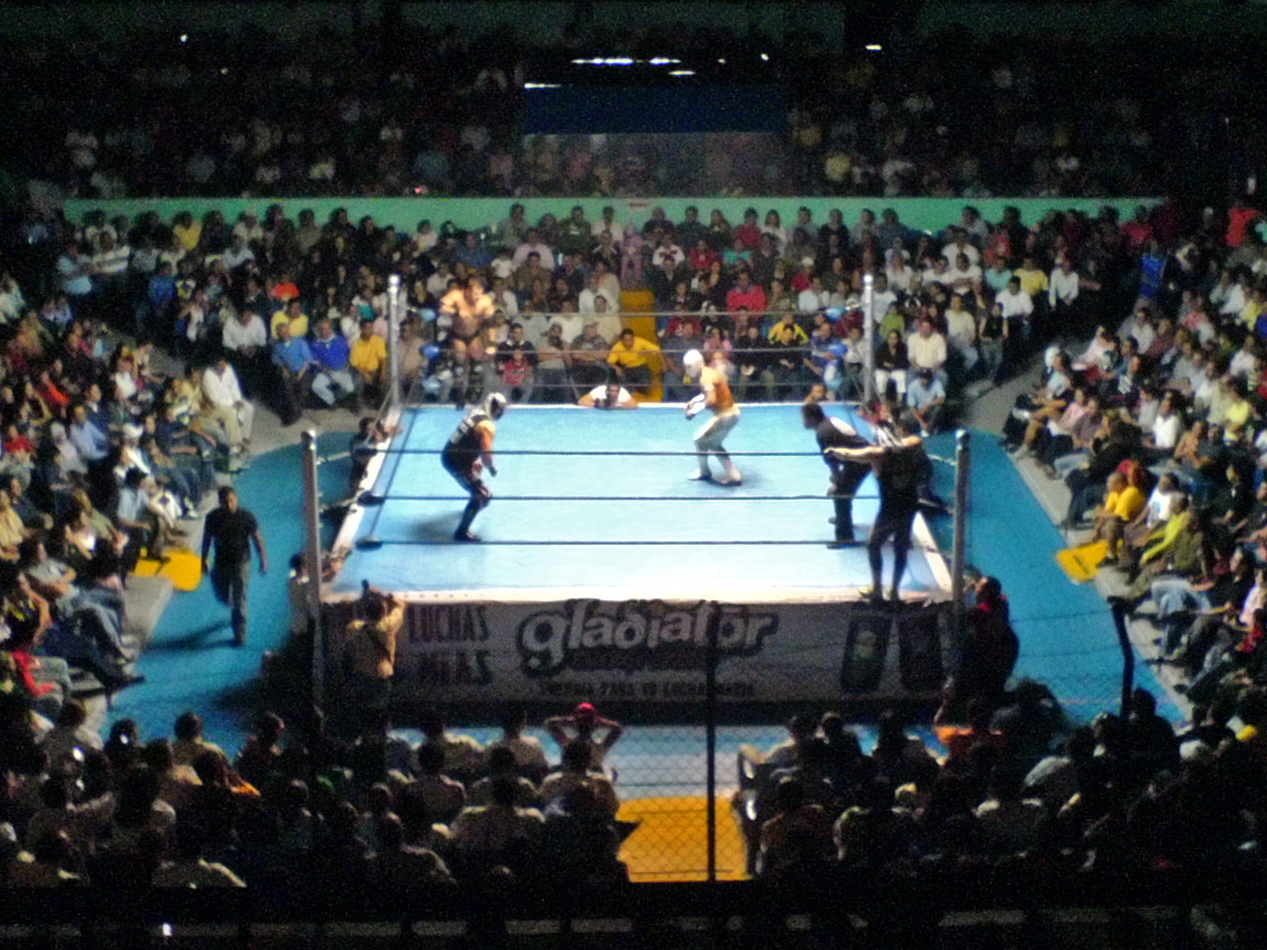
Consejo Mundial de Lucha Libre-evenemang i Arena Querétaro i mars 2008. I ringen Carístico mot Mephisto.
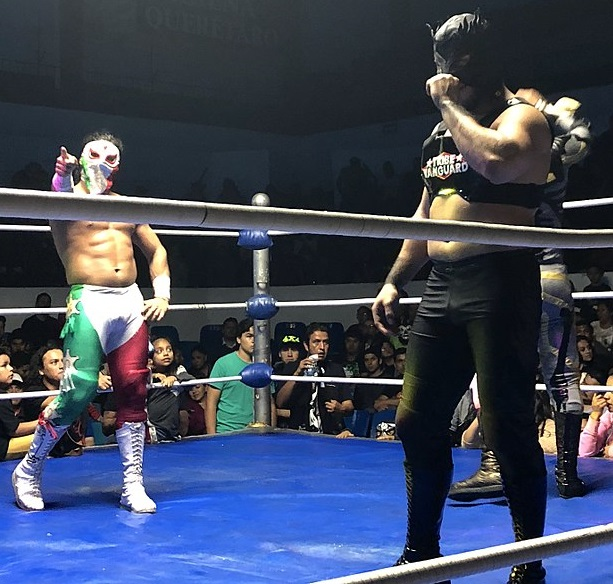
Laget Mexablood (Bandido och Flamita) i Arena Querétaro, mars 2018
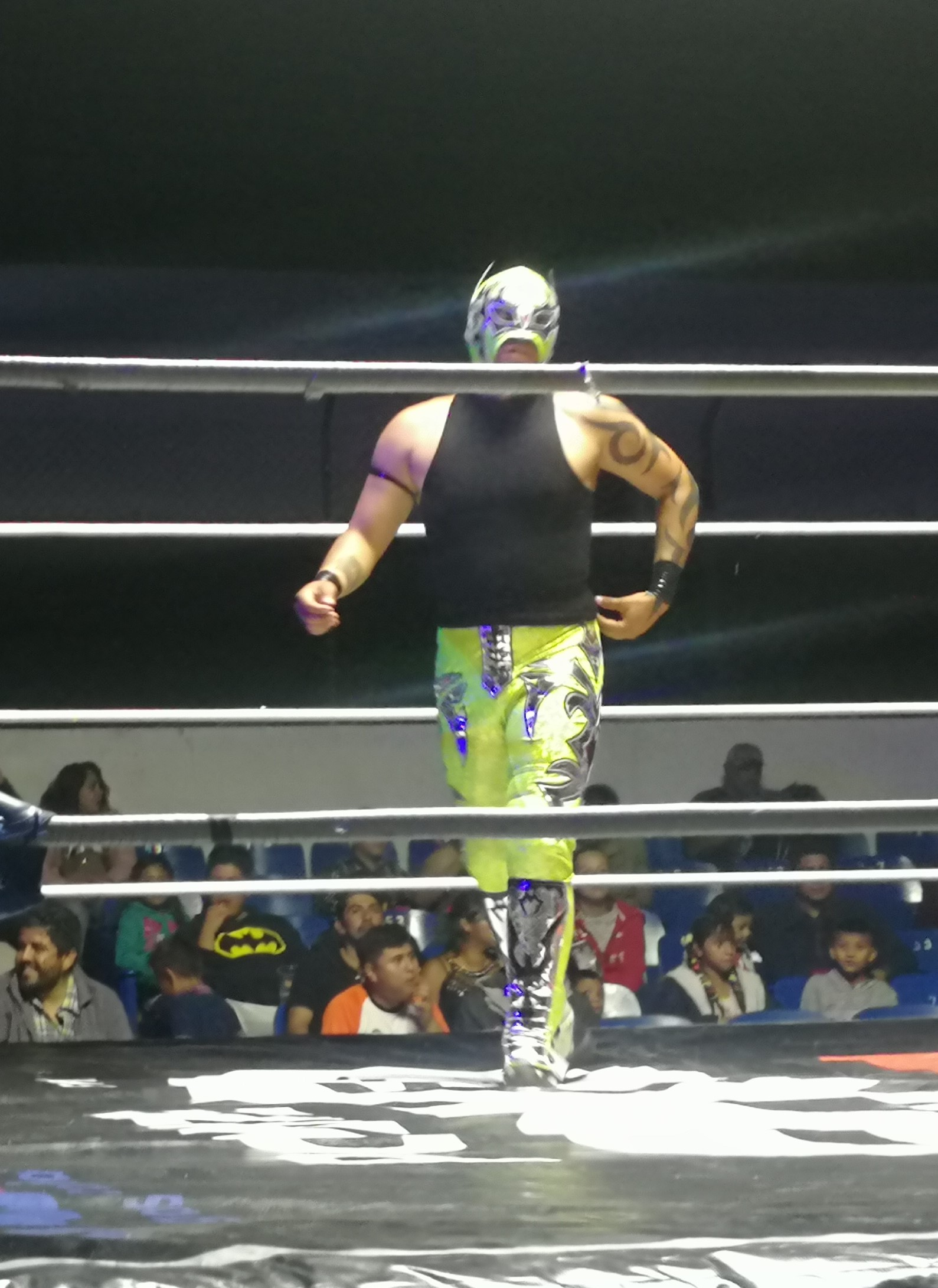
Murciélago Plateado Jr. i Arena Querétaro, mars 2020